# Рубіновий лазер

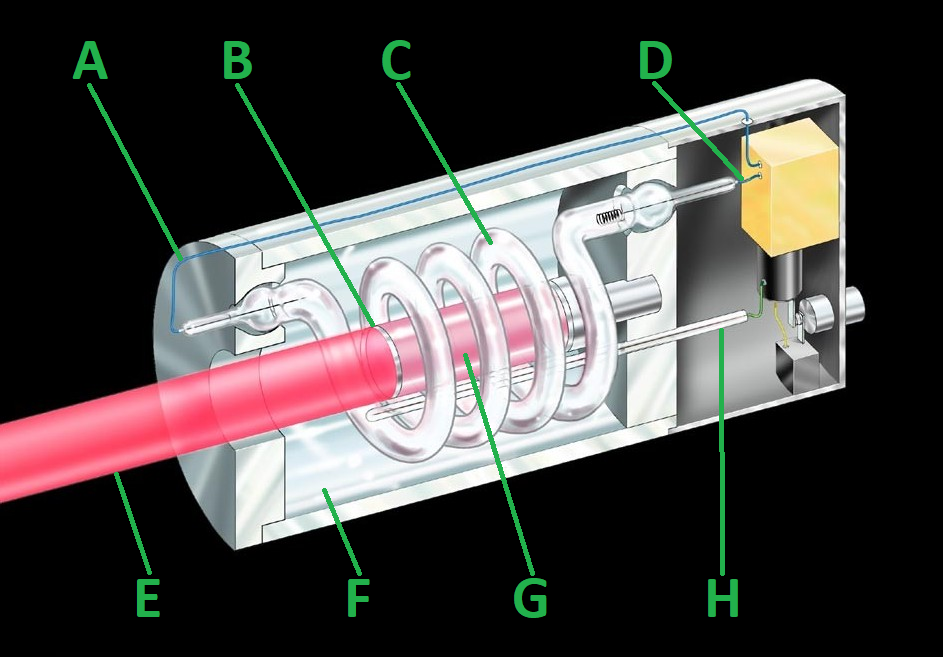
Діаграма першого рубінового лазера. A - додатний вивід. B - дзеркальне покриття. C - ксенонова лампа. D - від'ємний вивід. E - лазерний пучок. F - камера нагніту. G - рубіновий стрижено. H - провід перемикача.

Рубіновий лазер — твердотільне джерело когерентного світла, що використовує як активне середовище синтетичний кристал рубіна.
Перший лазер побудував у травні 1960 року Теодор Майман з Дослідницьких лабораторій Г'юза. Лазер виробляє імпульси когерентного світла  з довжиною хвилі  694,3 нм (темно-червоний колір) та тривалістю близько  кількох мілісекунд.

## Будова

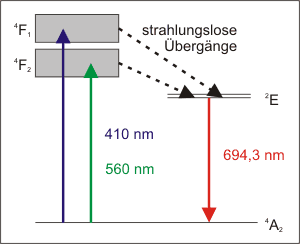
Схема рівнів рубіна та нагнітання в рубіновому лазері.

Найчастіше рубіновий лазер складається з рубінового стрижня, який повинен бути напомпований потужним джерелом світла, зазвичай спалахом, щоб у ньому виникла інверсія заселення. Стрижень часто поміщають між двома дзеркалами, утворюючи резонатор, в якому осцилює світло флюоресценції рубіна. Рубіновий лазер один з небагатьох твердотільних лазерів, що випромінюють у видимому спектрі (довжина хвилі 694,3 нм, ширина лінії 0,53 нм).
Рубіновий лазер — трирівневий твердотільний лазер.  Активне середовище в ньому — синтетичний рубін, напомпований  оптично до високої густини енергії, зазвичай спалахом ксенонової лампи. Рубін має широку й потужну смугу поглинання у видимому спектрі на 400 та
550 нм й значний час флюоресценції (3 мс). Це дозволяє високий рівень напомповування оскільки тривалість імпульсу може бути набагато довшою, ніж в інших матеріалах. Хоча смуга поглинання в рубіновому лазері дуже широка, ефективність конверсії набагато менша ніж в інших середовищ.
У ранніх конструкціях кінці стрижня були  старанно відполіровані так, щоб добитися плоскості з точністю до чверті довжини хвилі випромінювання й паралельності до кількох дугових секунд. Ретельно відполіровані кінці тоді покривали сріблом; один цілком, другий частково. Тоді стрижень працює як інтерферометр Фабрі — Перо (або Жіре — Турнуа).
Сучасні лазери часто використовують стрижні з антирефлексивним покриттям або з кінцями, відшліфованими під кутом Брюстера. Цим запобігається відбиття від кінців. Для створення резонатора використовують тоді зовнішні діелектричні дзеркала. Зазвичай це криві дзеркала, які легше юстувати, утворюючи стабільний резонатор та компенсуючи схильність стрижня функціонувати як лінза при зміні температури.

Пропускання рубіном світла у видимому та близькому ІЧ спектрі. Дві широкі смуги поглинання у синій та зеленій області та вузенька лінія на 694 нм (частоті лазера).

Рубін також поглинає частину світла на тій довжині хвилі, на якій випромінює. Щоб
подолати це поглинання потрібно запомповувати всю довжину стрижня, не залишаючи затінених ділянок біля кріплень.
Активним компонентом рубіна є домішка іонів Хрому в кристалі синтетичного сапфіру. Домішка часто становить лише 0,05% кристала, але 
відповідає за все поглинання та випромінювання.
Залежно від концентрації домішки синтетичний рубін
здебільшого буває рожевого або червоного кольору.

## Застосування
Одим з перших застосувань рубінового лазера було вимірювання відстаней. До 1964 рубінові лазери з модуляторами добротності на принципі обертання призм стали стандартом для військових далекомірів, аж до впровадження ефективніших Nd:YAG далекомірів у наступному десятилітті. Рубінові лазери стали використовувати здебільшого для досліджень. Це був перший лазер, який стали застосовувати для оптичного нагнітання лазерів на барвниках, особливо у близькій інфрачервоній області. У промисловості рубінові лазери використовують нечасто, в основному через низьку ефективність та частоту імпульсів. Одне з основних застосувань — свердління отворів у діаманті, завдяки тому, що потужний пучок рубінового лазера, потрапляє в широку смугу поглинання алмазу в червоній ділянці спектра.
Використання рубінового лазера пішло на спад після відкриття кращих лазерних матеріалів. Для деяких  цілей, там, де потрібні короткі імпульси червоного світла, його використовують досі. Голографи у всьому світі створюють за допомогою рубінового лазера голографічні портрети завбільшки до квадратного метра. Завдяки високій потужності імпульсу та гарній довжині когерентності червоному  694 нм лазеру віддають перевагу перед зеленим 532 нм світлом Nd:YAG-лазера на подвоєній частоті, якому для великих голограм потрібно кілька імпульсів. Численні лабораторії недеструктивного  тестування використовують рубінові лазери для створення голограм великих об'єктів, таких як шини літаків,  щоб шукати дефекти.  Рубінові лазери широко використовувалися в індустрії татуювання та видалення волосся, але їх замінили лазери на александриті та Nd:YAG.